# Nils Röseler
Nils Röseler (Bad Bentheim, 10 de febrero de 1992) es un futbolista alemán que juega de defensor en el F. C. 08 Homburgo de la Regionalliga Südwest.

## Selección
Ha sido internacional con la selección sub-18 de Alemania en 8 ocasiones.

## Clubes
| Club                | País         | Año       |
| ------------------- | ------------ | --------- |
| F. C. Twente        | Países Bajos | 2012-2013 |
| VVV-Venlo (cedido)  | Países Bajos | 2012-2013 |
| Jong F. C. Twente   | Países Bajos | 2013-2014 |
| Chemnitzer F. C.    | Alemania     | 2014-2016 |
| VVV-Venlo           | Países Bajos | 2016-2020 |
| SV Sandhausen       | Alemania     | 2020-2021 |
| F. C. Ingolstadt 04 | Alemania     | 2021-2022 |
| Roda JC Kerkrade    | Países Bajos | 2022-2025 |
| F. C. 08 Homburgo   | Alemania     | 2025-     |